# 薩迪斯 (喬治亞州)
薩迪斯（英語：Sardis）是一個位於美國喬治亞州伯克縣的城市。

## 地理
薩迪斯的座標為33°58′28″N 81°45′31″W / 33.97444°N 81.75861°W，而該地的平均海拔高度為73米（即240英尺）。

## 人口
根據2010年美國人口普查的數據，薩迪斯的面積為4.05平方千米，當中陸地面積為4.01平方千米，而水域面積為0.04平方千米。當地共有人口999人，而人口密度為每平方千米246人。